# Skuggdyngbagge
Skuggdyngbagge (Aphodius zenkeri) är en skalbaggsart som beskrevs av Ernst Friedrich Germar 1813. Skuggdyngbagge ingår i släktet Aphodius, och familjen bladhorningar. Arten är reproducerande i Sverige.